# Kristberg
Kristberg ist ein Ort im Montafon in Vorarlberg, und Ortsteil der Gemeinde Silbertal im Bezirk Bludenz.

## Geografie
Der Ort liegt oberhalb des Gemeindehauptorts Silbertal, am Höhenrücken zwischen Itonskopf und Muttjöchle (Eisentaler Gruppe des Verwall), dem nordwestlichen Ausläufer der Verwallgruppe, der das Montafoner Silbertal vom Klostertal im Norden trennt.
Die Steusiedlung besteht aus den Ortslagen Außerkristberg und Innerkristberg:
- Innerkristberg heißen die zerstreuten Häuser direkt unterhalb des Kristbergsattels, der von Silbertal nach Dalaas führt, und verteilt sich um Höhen von 1400 m.
- Außerkristberg nennt man die zerstreuten Häuser talauswärts-unterhalb, sie erstrecken sich um 1200 m.

Nachbarorte:
|                                 | Dalaas (Gem.)                               |        |
| Innerberg (Gem. Bartholomäberg) | Kompassrose, die auf Nachbargemeinden zeigt |        |
| Silbertal-Außertal              | Silbertal-Innertal                          | Buchen |

## Geschichte und Bergbau
Das ganze Gebiet Silbertal-Bartholomäberg ist ein Bergbaugebiet für Kupfer und Silber, das bis in prähistorische Zeit zurückreicht, und im Hochmittelalter seine letzte Blüte erlebte.
Von 1300 bis 1320 besiedelten Walser das Silbertal. Am Kristberg wurde wie in der ganzen Region Silbertal-Bartholomäberg seit prähistorischer Zeit Bergbau betrieben, der im Hochmittelalter seine letzte Blüte erlebte.

## Herkunft des Namens
Der Name Kristberg hat nichts mit der christlichen Kirche zu tun, sondern kommt aus dem Rätoromanischen, er bedeutet Bergrücken oder Bergkamm (vgl. Cresta und französisch crête).

## Verkehr, Sehenswürdigkeiten  und Tourismus
Vom Tal und den Nachbarorten führen nur kleinere Gemeindestraßen herauf, sonst ist der Ort durch die Kristbergbahn von Innertal aus zu erreichen. Diese Seilbahn gehört zu einem kleinen Ski- und Langlaufgebiet, ist aber, von der Revision abgesehen, ganzjährig in Betrieb. Die Fahrt auf den Kristberg im privaten Kfz ist nur mit einer Bewilligung erlaubt. 
Der ganze Höhenrücken ist auch weitläufiges Mountainbike-Terrain, da sich noch zahlreiche alte Höhenwege bis gegen Bludenz, in das innere Silber- und Gaflunatal und auf die Klostertaler Seite bis zum Tal des Nenzingastbachs und in die Arlberggegend ziehen. Einer von ihnen zieht ab der Bergstation der Kristbergbahn nach Osten zum Lobsteg im Wasserstubental und tangiert dabei das Hochmoor Wildried. Er ist im Winter als Loipe und Winterwanderweg präpariert. Über den Kristbergsattel (1481 m ü. A.), einem alten Säumerübergang nach Dalaas, führen nur ein Wanderweg bzw. eine Forststraße, die durch den Dalaaser Gemeindewald abwärts ziehen.
Von Kristberg aus führen auch die Aufstiege auf den Itonskopf (2089 m ü. A.) und das Muttjöchle (2074 m ü. A.). Zu Letzterem verkürzt ein Schlepplift im Winter den Aufstieg, vom Gipfel führt in der Skisaison eine gewalzte Spur hinunter ins Skigebiet Sonnenkopf.
Die spätgotische Bergbaukapelle St. Agatha (Kristbergkirche) ist erstmals urkundlich 1450 nachgewiesen und die Errichtung wird um 1400 angenommen.
Zum Bergbau der Region interessant sind auch das Bergbaumuseum Silbertal unten im Tal, sowie das Historische Bergwerk Bartholomäberg (St.-Anna-Stollen) bei Worms.